# Serik
Serik é uma cidade e distrito costeiro do sul da Turquia, pertencente à província de Antália. A cidade situa-se apouco mais de 30 km a leste da capital da província, Antália. Em 2009, a população do distrito era de 105 856 habitantes, dos quais 41 458 na capital.

## Geografia
A parte do distrito junto à costa é principalmente terra plana fértil, que é usada para cultivo de hortícolas, enquanto cerca da metade restante é constituída por colinas cobertas de florestas e pelos Montes Tauro. O clima é tipicamente mediterrânico, com verões quentes e secos e invernos húmidos. A vegetação natural é constituída principalmente por matagal semi seco.
A proximidade de Antália limita o crescimento do comércio em Serik, mas existe alguma indústria ligeira no distrito.
Embora seja uma cidade desenvolvida, distando apenas 15 km das atrações turísticas modernas muito pouco tradicionais, os habitantes de Serik são geralmente tidos como conservadores e tradicionais na sua aparência. Muitos deles ainda se intitulam yörük, o povo turcomeno nómada que povoou a área no período otomano. Formam comunidades fechadas, que preservam as suas tradições ciosamente, aversas a influências externas e imigração, o que motiva que alguns turcos chamem à cidade a capital da República Yörük. O Partido de Ação Nacionalista (MHP, Milliyetçi Hareket Partisi) um partido de extrema direita tem muitos apoiantes no distrito e está atualmente (2007) à frente da prefeitura.

## Turismo
Com 22 km de costa, incluindo a animada estância de Belek, o distrito de Serik é um dos grandes centros da industria turística da Turquia. Belek tem mais de 30 hotéis de cinco estrelas e campos de golfe. Além da praia, outros locais de interesse incluem as ruínas de Sillion e Aspendo, a gruta de Zeytinlitaş e a catarata de Uçansu.

## História
Sillion foi uma colónia do reino de Pérgamo e Aspendo, situada na foz do rio Kopru, foi uma das mais importantes cidades da Panfília. Em tempos um grande porto e centro comercial, tinha fama de aí serem criados os melhores cavalos do mundo. Entre os diversos monumentos da antiga cidade destacam-se o teatro, a basílica, a galeria e as fontes.
O nome Serik é proveniente de uma tribo turca que aqui se estabeleceu, uma das muitas que foi atraída para esta costa ao longo da história.